# Mondolat
A Mondolat híres gúnyirat volt a nyelvújítás ellen, amelyet Somogyi Gedeon nyelvész szerkesztett, és 1813-ban adott ki Veszprémben. (Alcíme: Sok bővítményekkel és egy kiegészített újj-szótárral együtt. Angyalbőrbe kötve eggy Tünet-forint. Dicshalom. 1813.)

## A gúnyirat
A Mondolat alapja egy kis irat volt, amelyet Szentgyörgyi József dr. debreceni tudós orvos, Kazinczy Ferenc személyes jó barátja állított össze Benedek szuperintendens unszolására még 1808 körül, a német Schulznak az új németséget gúnyoló kis munkájának mintájára, a neológusok korcs szavaiból, idegenszerű és affektáló stílusában, címéül a hírhedt újító Barczafalvinak egy mesterkélt szavát adva. E kis munka eljutott Veszprémbe is, az ortológia egyik dunántúli központjába, ahol Verseghynek volt számos híve, s a veszprémiek, valamint a keszthelyi kör egyes tagjai még több ilyen paródiát készítettek a nyelvújítók stílusában; az ő megbízásukból Somogyi Gedeon ezeket az adalékokat eggyé szerkesztette és kinyomtatta. A Mondolat ebben az alakban főleg Kazinczy Ferenc ellen fordult, akinek a Tövisek és Virágok című támadó epigrammái és Vitkovicshoz intézett költői levele fellázították az ortológusokat. A „Dicshalom” helynév is célzás Széphalomra, Kazinczy lakóhelyére. A Mondolat ironikus írás, ügyesen utánozza a neológia keresett stílusát. Kritikája  azonban annyiban igazságtalan, hogy nem tesz különbséget Kazinczy és azon „szófaragók” közt, akiket maga Kazinczy is hibáztatott. Ugyanakkor széles körű megbotránkozást okozott, hogy a Mondolat címképe Kazinczyt koszorúsan, szamárháton ülve, a Helikon felé léptetve ábrázolta.

## A Felelet
A Mondolat nagy felháborodást okozott. Kölcsey Ferenc és Szemere Pál készítették rá a Feleletet, amely 1815-ben jelent meg. Ők megtorlásul az ósdi stílust parodizálták, és Somogyit tették szánalom és nevetség tárgyává, erősebb mint nemes gúnnyal.